# Cimenná
Cimenná (hongrois : Címena, Czimenna) est un village de Slovaquie situé dans la région de Trenčín.

## Histoire
Première mention écrite du village en 1208.

## Démographie

### Évolution de la population
| Année:               | 1994. | 2004.   | 2014.    | 2024.   |
| -------------------- | ----- | ------- | -------- | ------- |
| Nombre de personnes: | 84    | 83      | 94       | 100     |
| Différence:          |       | -1,19 % | +13,25 % | +6,38 % |

| Année:               | 2023. | 2024.   |
| -------------------- | ----- | ------- |
| Nombre de personnes: | 101   | 100     |
| Différence:          |       | -0,99 % |